# Istruzione nello Stato Pontificio
L'istruzione nello Stato Pontificio era regolata, dal 1824 fino alla completa annessione dello Stato Pontificio al Regno d'Italia nel settembre 1870, dalla Congregazione degli Studi.
L'ordinamento scolastico pontificio ha inevitabilmente subito nel corso dei secoli progressive e sostanziali modificazioni; nella sua fase finale si articolò in una scuola dell'infanzia tra i 2 ed i 7 anni, una scuola primaria tra i 5 e gli 11 anni e poi un sistema secondario composto da ginnasio e collegio che davano accesso all'università. Non esisteva obbligo d'istruzione, e l'elevato tasso di analfabetismo delle regioni dell'Italia centrale all'epoca dimostra che l'efficienza del sistema non era certo ottimale.

## Storia

### Epoca rinascimentale e barocca

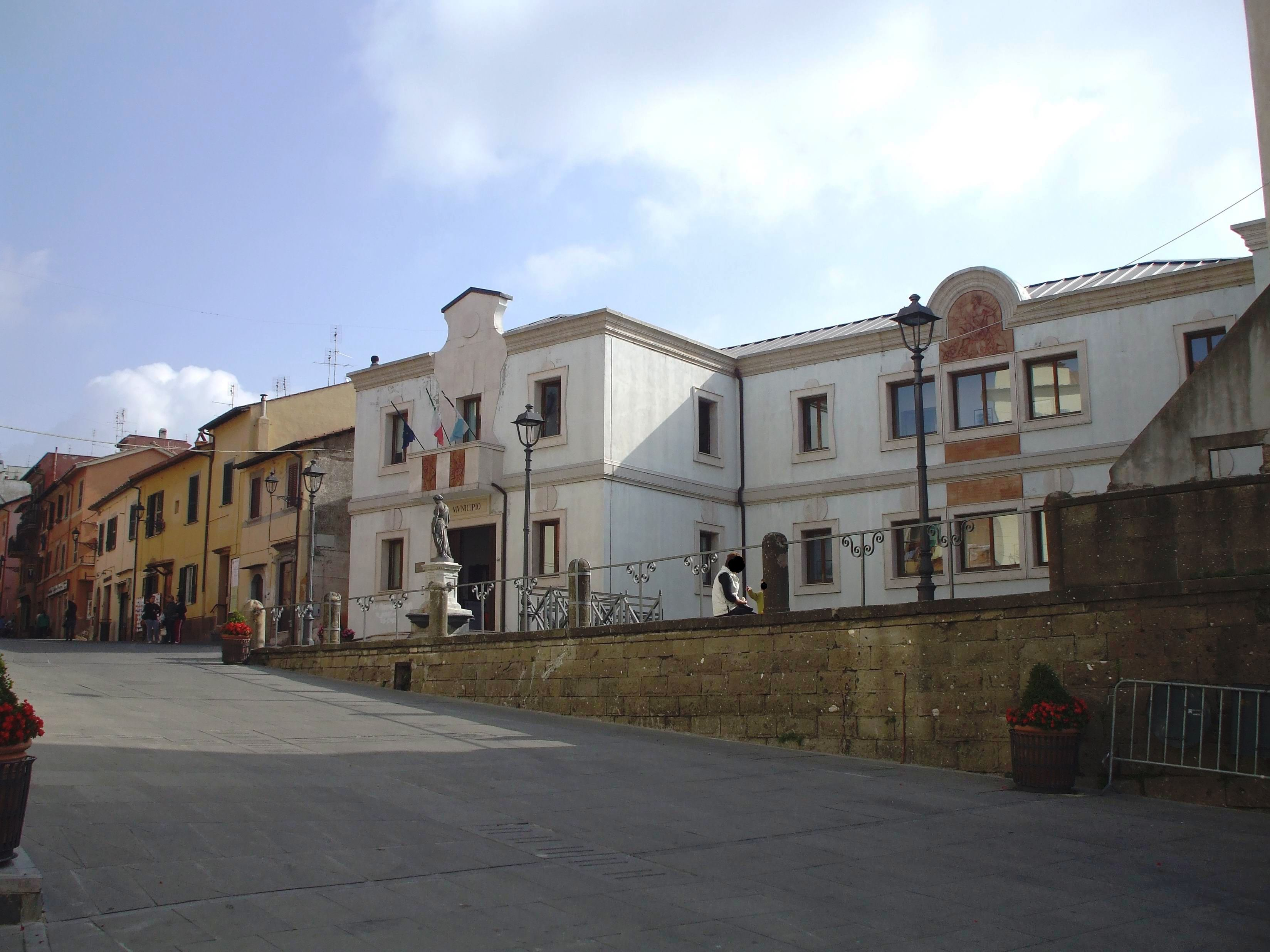
L'ex-collegio dei padri dottrinari ad Ariccia, in provincia di Roma.

La prima forma di istruzione primaria garantita a tutti i livelli della popolazione fu assicurata dalle comunità locali attraverso dei maestri stipendiati giornalmente a spese pubbliche. A Roma, era il senato romano che provvedeva a mantenere i cosiddetti maestri regionari, insegnanti di ambo i sessi dalla ferrea reputazione che, con lo stipendio giornaliero di un paolo, avevano il compito di insegnare alla gioventù la dottrina cristiana, il leggere, lo scrivere, ed il far di conto. I maestri regionari, scalzati nel loro ruolo pedagogico dai nuovi ordini religiosi controriformati nati nel corso del Seicento, furono affidati dalla metà del Settecento alla cura dell'università della Sapienza e pagati direttemante dagli alunni, salvo tre scuole di maestre regionare sovvenzionate direttamente dall'elemosiniere del Papa.
Nell'Ottocento, le scuole di maestre regionarie erano considerate alla stregua delle moderne scuole paritarie e private presenti nell'ordinamento scolastico italiano, tanto che nel 1837 il cardinale vicario Carlo Odescalchi le regolamentò attraverso un "regolamento delle scuole private elementari", vietando l'apertura di nuove scuole senza autorizzazione governativa: alla stessa data, risultavano operative nella sola Roma 240 scuole di maestre regionarie, di cui 60 unicamente infantili e 180 riservate unicamente a bambine e ragazze dai cinque anni di età in poi. Nel resto del territorio pontificio, esistevano istituzioni simili. Ad Ariccia, all'epoca feudo della famiglia Savelli situato nella provincia di Campagna e Marittima, oggi in provincia di Roma, gli statuti feudali del 1610 concessero alla Comunità la facoltà di investire le rendite di alcuni pascoli comunitari nel mantenimento di un maestro a servizio della gioventù locale.
Tuttavia non tutte le Comunità assicuravano un'adeguata gestione dell'insegnamento pubblico: nel vicino feudo della famiglia Colonna di Marino, sempre nei Castelli Romani, ad esempio ci si pose il problema di trovare un'aula scolastica solo nel 1708, e la controversia contrattuale con diversi maestri si trascinò fino al 1766, con grave danno per l'alfabetizzazione del paese.

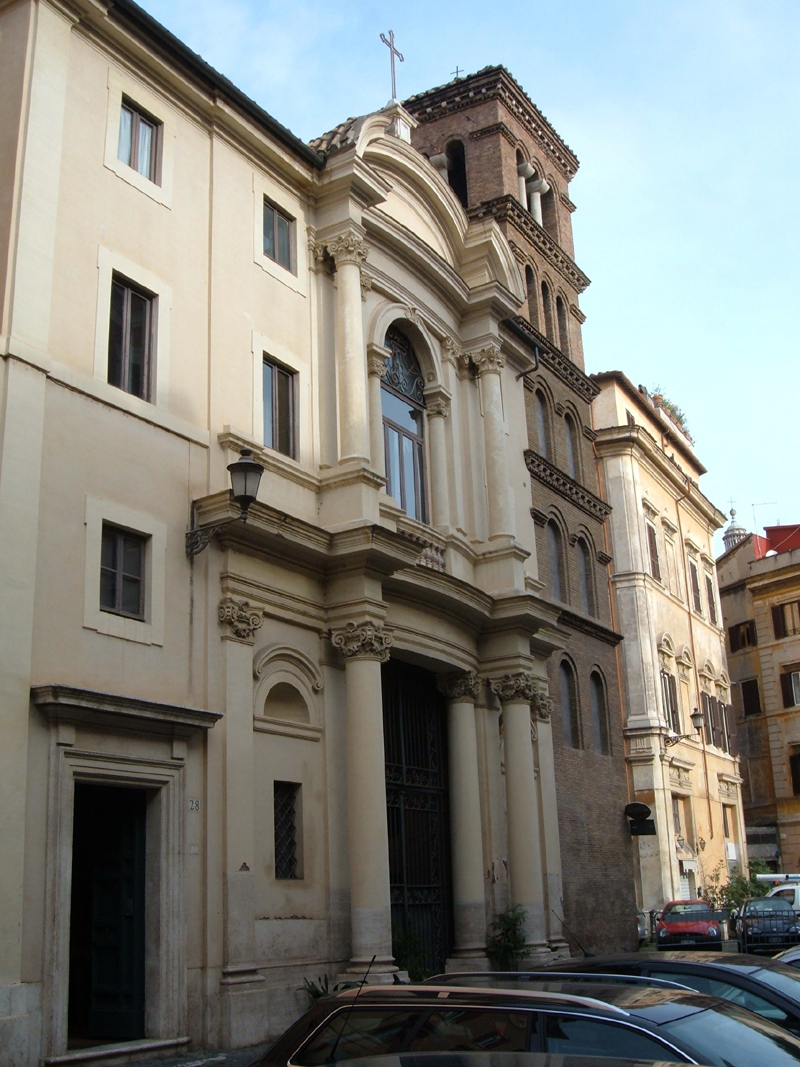
La chiesa di Santa Maria in Monticelli al rione Regola, quartier generale romano dei padri dottrinari.

La prima vera scuola completamente gratuita destinata agli strati più bassi della popolazione fu istituita a Roma, presso la chiesa di Santa Dorotea a Trastevere, nel 1597 da san Giuseppe Calasanzio, non senza resistenze da parte dei summenzionati maestri regionari. In seguito nel 1617 l'ordine di Calasanzio venne autorizzato dalle autorità competenti con il nome di Chierici Regolari Poveri della Madre di Dio delle Scuole Pie, volgarmente detti Scolopi: si moltiplicarono gli istituti scolopi, a Roma presso la chiesa di San Lorenzo in Piscibus e presso la chiesa di San Pantaleo, e nel resto del territorio pontificio a Frascati (1632), Albano Laziale (1764) ed altre località.
Papa Alessandro VII nel 1655 istituì le scuole pontificie delle "maestre pie", sostanzialmente maestre regionarie dipendenti dall'elemosiniere del papa, con casa principale a Roma presso la chiesa di Sant'Agata dei Goti al rione Monti. Nel 1685 santa Rosa Venerini aprì una scuola popolare femminile a Viterbo: nascevano le Maestre Pie Venerini. L'istituto si espanse in breve tempo per tutta la Tuscia: nel 1692 aprì la scuola di Montefiascone, diretta da una discepola di Rosa Venerini, santa Lucia Filippini, fondatrice di una nuova congregazione, le Maestre Pie Filippini.
Nel frattempo la Venerini fondò nuovi istituti a Civita Castellana, Sutri e Bagnoregio, e nel 1706 a Ronciglione: nel 1707 la Filippini arrivò a Roma per fondarvi una scuola: una sua discepola, Margherita Pesoli, fondò nuove scuole ad Orte e Giove, in Umbria.
Nel 1712 e nel 1716 fu la Venerini a fondare due scuole della sua congregazione a Roma, su richiesta di papa Clemente XI. In breve le scuole si diffusero in tutto il Lazio, e poi nello Stato Pontificio: nel 1728 ad Albano Laziale, nel 1730 ad Ariccia ed a Genzano di Roma, nel 1732 a Marino, nel 1737 ad Ancona, nel 1744 a Velletri, prima del 1755 a Ferentino, nel 1758 a Pesaro, nel 1856 ad Ostia Lido.
Nel 1828 la congregazione degli Studi emanò una circolare in cui si invitava le Comunità più grandi dello Stato Pontificio a provvedere all'apertura di un istituto di Maestre Pie.
Nel 1688 aprì a Roma la prima scuola delle religiose Orsoline: l'istituto, già presente a Ferrara dal 1647, si diffuse rapidamente, aprendo nuove case a Velletri (1695), Calvi dell'Umbria (1716) e Benevento (1763).

### Il Settecento e l'Ottocento

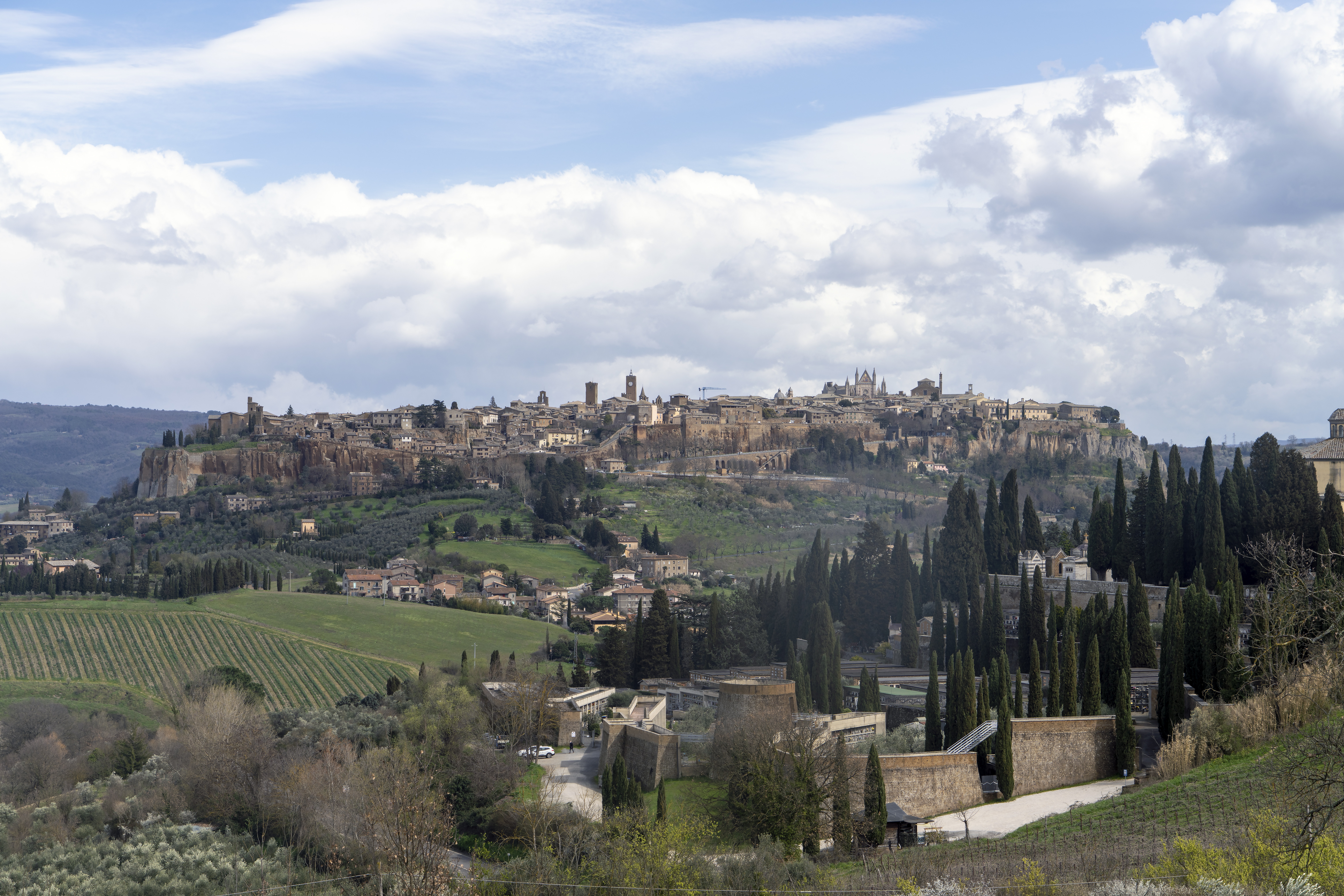
Orvieto, in provincia di Terni, sede di un collegio convitto dei padri dottrinari.

I Fratelli delle Scuole Cristiane di san Giovanni Battista de La Salle arrivarono a Roma nel 1702, ed in breve si diffusero nei territori pontifici aprendo case a Tivoli, Tarquinia, Orvieto, Ravenna e Viterbo.
mentre nel 1725 papa Benedetto XIII chiamò nell'Urbe la Congregazione dei Padri della Dottrina Cristiana fondata a L'Isle-sur-la-Sorgue, presso Avignone, da César de Bus: una congregazione omonima già esisteva a Roma dal 1560, ed aveva aperto alcune scuole nel Lazio (Priverno nel 1630, Ariccia nel 1637). Le due congregazioni furono unificate da papa Benedetto XIV nel 1747.
Nacquero così moltissimi istituti dottrinari in tutto lo Stato Pontificio: a Pontecorvo nel 1739, a Marino nel 1837.
Il sacerdote Tommaso Silvestri e l'avvocato Di Pietro fondarono nel 1794 uno dei primi e più importanti istituti per sordomuti, ampliato da papa Gregorio XVI nel secolo successivo e convertito in "regio istituto dei sordi" con l'annessione di Roma al Regno d'Italia del 1870.
Con la parentesi dell'occupazione napoleonica (1807-1814) il Lazio e gran parte dell'Umbria vennero annessi alla Francia (formando il "primo Impero francese"), mentre gli altri territori dello Stato Pontificio (Marche e Romagna) entrarono a far parte del Regno d'Italia: soprattutto in questi ultimi territori furono fondati istituti scolastici secondo il modello francese, in gran parte chiusi con il ritorno di papa Pio VII nell'Italia centrale.
Nel 1819 un intagliatore romano, Giacomo Casoglio, inventò a Roma le "scuole notturne", una sorta di istituto professionale serale: l'iniziativa ebbe successo e diverse scuole simili aprirono in tutta la città. Papa Leone XII nel settembre 1824 emanò la bolla pontificia "Quod divina sapientia omnes docet" con la quale creò la congregazione degli Studi, una congregazione della Curia Romana con compiti di controllo sulle università e sull'istruzione dello Stato Pontificio. Nella stessa bolla erano contenuti 27 titoli di 308 articoli complessivi che regolamentavano l'istruzione pontificia. Altri istituti scolastici erano le scuole parrocchiali, contate nella sola Roma in numero di 20 nel 1832, anno in cui furono equiparate alle scuole private delle maestre regionarie.

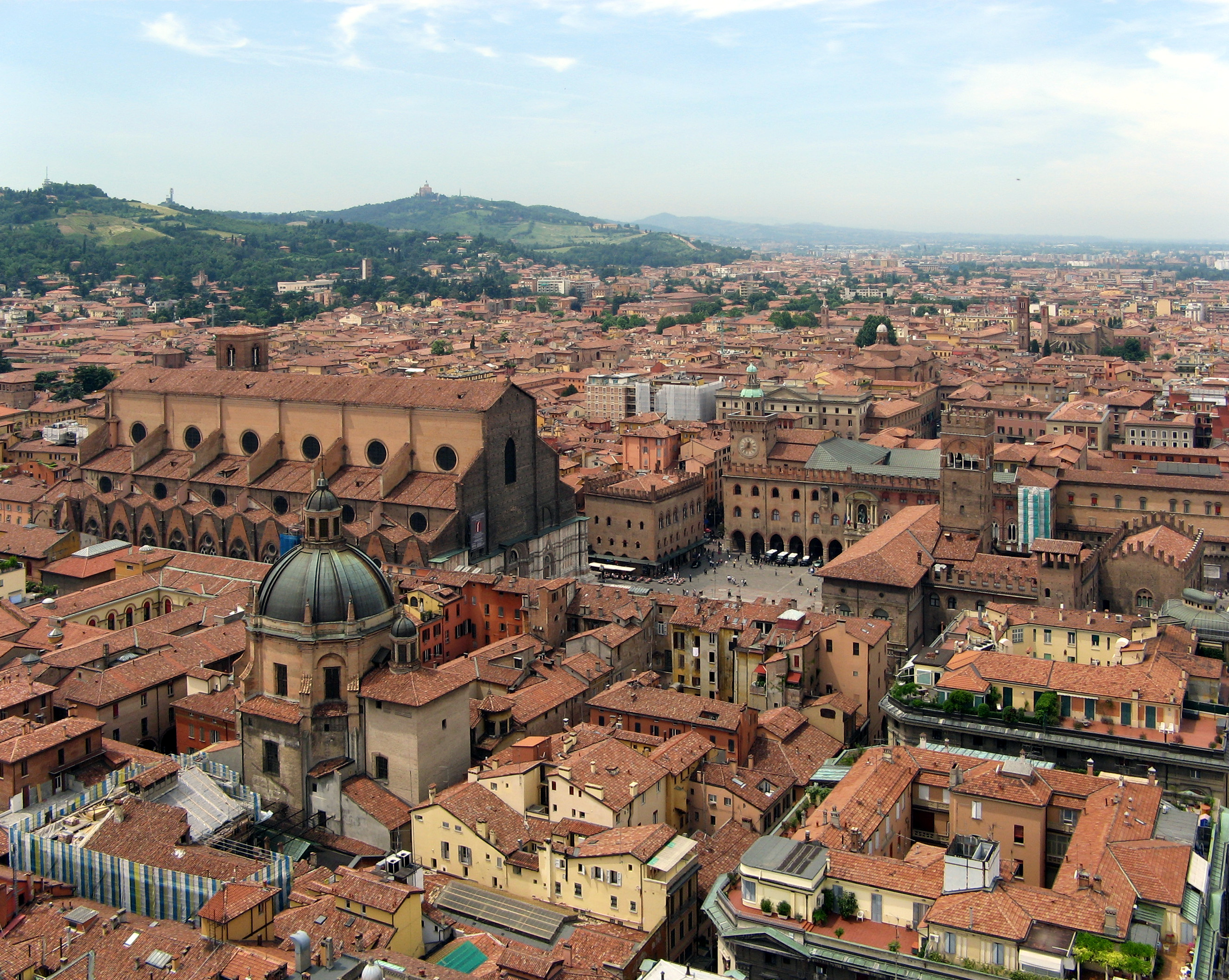
Bologna, il centro scolastico ed universitario più importante dello Stato Pontificio dopo Roma.

Durante l'esperienza della Repubblica Romana (1849) si pose grande attenzione ad una riforma dell'istruzione: i triumviri Carlo Armellini, Giuseppe Mazzini ed Aurelio Saffi più volte si espressero in merito all'importanza dell'istruzione pubblica, ed il ministro della Pubblica Istruzione Francesco Sterbinetti emanò una circolare ai presidi delle scuole romane il 20 marzo 1849.
La precoce fine del movimento repubblicano stroncò questi buoni propositi. Principi fondamentali erano la libertà d'insegnamento (art. 8 della costituzione della Repubblica Romana: "l'insegnamento è libero. Le condizioni di moralità e capacità, per chi intende professarlo, sono determinate dalla legge."), lo stato pubblico dell'istruzione, la laicità della medesima, e la necessità di istruire i ragazzi sull'educazione civica e sulla legislazione nazionale.
Il grande limite dell'istruzione nello Stato Pontificio fu che lo stato stesso era uno stato di carità, non di diritto: perciò ogni iniziativa veniva dal volontariato di alcune persone "pie", ed era lasciata a loro discrezione, al massimo con qualche incentivo dal papa o da qualche autorità (cardinali, legati pontifici) ma concesso solo a livello personale. Lo stato, tutt'al più, interveniva in un secondo tempo per regolamentare (a Roma nel 1837, a Imola nel 1854, e così altrove).
Quasi tutti gli istituti fin qui nominati sono stati eretti grazie all'impegno solitario di un gruppo circoscritto di persona protette da un potente (ad esempio, Rosa Venerini fu protetta ed incentivata dal cardinale Urbano Sacchetti, la sua discepola Lucia Filippini dal cardinale Marcantonio Barbarigo): oppure direttamente da un potente, come nel caso delle "scuole borghesiane", fondate nel 1839 dalla principessa Guendalina Borghese Talbot presso Palazzo Borghese a Roma.
Dopo l'annessione dell'Emilia-Romagna, delle Marche e dell'Umbria al Regno d'Italia (ratificato dal plebiscito dell'11 e 12 marzo 1860) e la presa di Roma nel settembre 1870 ed il plebiscito d'annessione del 2 ottobre 1870, il sistema scolastico pontificio venne smantellato praticamente per intero: le giunte comunali più anticlericali decretarono la soppressione delle scuole dei padri dottrinari o delle altre scuole religiose (a Marino, che rimase così priva di scuole fino al 1876 per l'inettitudine della giunta repubblicana; a Genzano di Roma, dove agli inizi del Novecento la giunta socialista decretò la demolizione della casa delle Maestre Pie Venerini per realizzare l'attuale piazza Tommaso Frasconi). In altri luoghi dell'ex-Stato Pontificio, le antiche scuole religiose furono convertite in "regi licei": ad esempio a Faenza, a Cesena, ad Urbino, a Rieti.

## Scuole e ordinamento scolastico nell'Ottocento

### Istruzione primaria

#### Asili infantili
La prima scuola dell'infanzia al mondo sarebbe stata aperta, secondo quanto riferisce Gaetano Moroni portando a conferma uno scritto del cardinale Carlo Luigi Morichini del 1842, nel 1817 in Scozia, a New Lanark, da Robert Owen, uno dei padri del socialismo utopistico. Proprio questa origine socialista ed anglosassone provocò una reazione eccessivamente diffidente delle autorità pontificie, e di parte del mondo cattolico italiano, nei confronti degli asili infantili. Nel 1837 papa Gregorio XVI emanò una circolare che vietava l'apertura di asili infantili nello Stato Pontificio, credendoli possibili veicoli di trasmissione delle idee socialiste e sansimoniste: nello stesso tempo il conte Clemente Solaro della Margherita, ambasciatore piemontese a Madrid e a Vienna e ministro degli Esteri sardo dal 1835 al 1847, scrisse il seguente "memorandum" a Carlo Alberto di Savoia:
(Clemente Solaro della Margherita, Memorandum, p. 509.)
Perfino un intellettuale come Monaldo Leopardi arriverà a scrivere un libello intitolato "Le Illusioni della Pubblica Carità"  dove definirà gli asili come "vera invenzione diabolica". È da precisare che il divieto emanato da Papa Gregorio XVI non riguardava le scuole infantili in genere ma solo quelle che si ispiravano ai modelli protestanti e sansimonisti.  Allarmato dalla lettura del divieto un sacerdote di Verona, Carlo Giuliari, scrisse al cardinale Odescalchi, capo della Congregazione che aveva emesso la circolare, per chiedere se erano proibite anche le scuole infantili che lui gestiva a Verona. Nella risposta al Giuliari si legge: "... non sono proibite in genere le scuole infantili, da gran tempo introdotte, essendovene in Roma stessa, giusta regolamenti approvati; ma tassativamente quelle tali qualificate nella circolare."  Quando il Ministro piemontese presso la S. Sede, conte Federico Broglia, chiede al Segretario di Stato Cardinale Lambruschini se la circolare si riferisse anche a scuole che si trovavano in Francia e Piemonte, il Commissario del Santo Offizio precisa che: "... non è stata intenzione che divenisse pubblica [la circolare] appunto perché non si pigliasse come diretta contro le scuole infantili in genere". Nel 1845 lo stesso Papa indirizzerà un breve di plauso a Giuseppe Saleri di Brescia proprio per la sua opera di fondatore di asili. È da notare che il Saleri fondò i suoi asili ispirato dalle idee di Ferrante Aporti il che disprova quanti asseriscono che la circolare del 1837 si riferisse agli asili aportiani.
Alla fine gli asili infantili furono aperti in Italia a Milano, Venezia e nel Lombardo-Veneto (dove nel 1847 se ne contavano 59), nel Regno di Sardegna ed infine anche a Roma (in numero di due, per interessamento di papa Pio IX) grazie all'impegno di due sacerdoti cattolici, il cremonese Alessandro Gallina ed il mantovano Ferrante Aporti. In seguito l'istituzione ebbe successo e si aprirono asili anche a Bologna, Ascoli Piceno (1846), Macerata (1847), Imola (1848), Ravenna (1851).
Gli asili infantili raccoglievano bambini tra i 2 ed i 7 anni di età, a cui era insegnato il catechismo, il sillabare, qualche rudimento di geometria ed il nome di animali e piante più comuni: non si doveva mantenere i bambini per più di mezz'ora nella stessa operazione, e negli intervalli si faceva cantar loro canzoncine morali. L'orario durava tutto il giorno, finché i genitori non fossero usciti dal lavoro e avessero ripreso i loro figli. I bambini erano occupati in piccoli lavori, come fare pezze per i paralumi o altre semplici operazioni, di modo da "abituarli al lavoro e recare un tenue lucro pel mantenimento della scuola".
Non sappiamo se esistessero a Roma e nello Stato Pontificio i "presepii", una sorta di asilo nido che accoglieva i neonati dai 14 giorni a 2 anni: questi istituti erano diffusi in Francia ed in Belgio e nell'Impero austro-ungarico, e svolgevano anche il compito di diffondere il più possibile la vaccinazione contro il vaiolo.

#### Scuole elementari
L'istruzione elementare gratuita era lasciata in mano agli ordini religiosi sorti dopo il concilio di Trento: istruzione maschile e femminile erano sovvenzionate dalle Comunità, perciò gratuite per la popolazione. Ancora nel Settecento era in uso in alcuni luoghi (Ariccia, ad esempio) che il pagamento dei padri dottrinari avvenisse in natura, tramite pagnotte consegnate da ogni studente al proprio maestro: in seguito le scuole si auto-finanziarono attraverso rendite e donativi o furono finanziate tramite quota fissa annua dalla Comunità locale. Solo l'istruzione privata, assicurata dai maestri regionari, era a pagamento, ed il salario era fissato dal governo, almeno a partire dalla regolamentazione attuata dal cardinale vicario Carlo Odescalchi nel 1837.
Nonostante gli sforzi di assicurare una copertura il più vasta possibile dell'istruzione di base, accentuati dopo il summenzionato obbligo di aprire una scuola femminile delle Maestre Pie almeno nelle località più grandi dello stato emanato nel 1828 dalla congregazione degli Studi, essa rimase in gran parte lacunosa, soprattutto per quanto riguarda l'istruzione maschile.
Ecco alcuni dati che si riferiscono allo stato dell'istruzione pubblica elementare maschile e femminile in Romagna, nelle province di Ravenna e Forlì-Cesena, appena dopo l'annessione di questi territori al Regno d'Italia (1860):
| Circondari      | Popolazione | Scuole maschili (scuole private) | Alunni | Scuole femminili (scuole private) | Alunne |
| --------------- | ----------- | -------------------------------- | ------ | --------------------------------- | ------ |
| Cesena          | 66.800      | 18 (0)                           | 715    | 15 (9)                            | 590    |
| Forlì           | 59.305      | 9 (0)                            | 720    | 3 (0)                             | 715    |
| Rimini          | 81.500      | 30 (20)                          | 1135   | 9 (45)                            | 1188   |
| Faenza          | 64.318      | 25 (9)                           | 731    | 5 (54)                            | 1059   |
| Lugo di Romagna | 53.158      | 18 (43)                          | 988    | 4 (21)                            | 603    |
| Ravenna         | 30.404      | 6 (15)                           | 640    | 1 (11)                            | 481    |

L'analfabetismo nelle province dell'ex Legazione delle Romagne inglobate dal Regno d'Italia nel 1860 si sviluppò come dimostrato dalla tabella sottostante:
| Provincia | Analfabetismo nella provincia 1861 (%) | Analfabetismo nella provincia 1871 (%) | Analfabetismo nella provincia 1881 (%) | Analfabetismo nel capoluogo 1861 (%) |
| --------- | -------------------------------------- | -------------------------------------- | -------------------------------------- | ------------------------------------ |
| Bologna   | 77,8                                   | 71,6                                   | 56,1                                   | 33,0                                 |
| Ferrara   | 81,7                                   | 77,1                                   | 66,9                                   | 60,3                                 |
| Ravenna   | 84,1                                   | 80,4                                   | 67,7                                   | 66,9                                 |
| Forlì     | 86,8                                   | 81,4                                   | 72,2                                   | 67,4                                 |

Queste percentuali sono il frutto dell'accumulo delle inefficienze del governo pontificio con l'inefficienza in materia di istruzione del governo provvisorio romagnolo: anziché applicare immediatamente la legge Casati, furono emanate provvisoriamente disposizioni simili ma dalla portata innovatrice minore (il decreto Albicini emanato il 25 ottobre 1859 ad esempio non prevedeva la definizione di scuola dell'obbligo).
Nel censimento del 1871 la provincia o compartimento di Roma (allora comprendente anche Civitavecchia, Frosinone, Viterbo e Velletri) risulterà avere il 71.7% di analfabeti (quella nazionale è del 72.9%) mentre il comune capoluogo di Roma è al 47,3%. Il censimento del 1871 considera la popolazione a partire dai quattro anni in su e quindi considera anche bambini non in età scolare. Se si prende la popolazione a partire dai sei anni il comune di Roma nel 1871 aveva un totale di analfabeti del 42,05%. Nel 1871 quindi la regione Lazio  risulterà avere un tasso di alfabetizzazione inferiore solo a Piemonte, Lombardia, Liguria e Veneto.
Ciò fu riconosciuto anche dal provveditore agli studi di Roma Aristide Gabelli che, pur lamentandosi che l'istruzione nella provincia romana fosse affidata primariamente al clero, non poté non constatare che "La provincia di Roma, [...]  quantunque riunita per l'ultima al Regno d'Italia, non viene molto dopo le prime, per ciò che riguarda la diffusione della cultura. È inutile dire che non è questo l'effetto esclusivo delle leggi e delle istituzioni del Regno. [...]  la provincia romana fu trovata nel 1870 più innanzi, quanto a istruzione popolare, di quello che gl'Italiani, giusta un concetto un po' confuso del suo governo, solessero prevedere. [...] Così essa venne a trovarsi di botto, ed evidentemente non per effetto delle nuove leggi, nella scala delle regioni ordinate secondo la cultura elementare, tosto dopo il Piemonte, la Lombardia e il Veneto."
Carlo Luigi Morichini nel 1842 individua a Roma 387 scuole elementari, 500 maestri, 14157 alunni di cui 7579 sono istruiti gratuitamente; delle 387 scuole 26 sono tenute da religiosi, 23 da religiose e tutte le altre da persone secolari.
A Roma nel 1870 l'intera popolazione scolastica era di 7 941 unità, di cui 5555 erano istruite gratuitamente nelle scuole e nei collegi pubblici. In realtà va precisato che queste cifre si riferiscono solo agli alunni maschi. In effetti da un censimento del tempo commissionato dal Circolo Cavour si contavano a Roma 163 istituti d'istruzione ed educazione con appunto 7941 alunni maschi (di cui 5555 non paganti) ma a cui vanno aggiunte 11380 alunne (di cui 6523 non paganti) per un totale quindi di 19321 alunni. Questo studio teneva fuori le scuole private.
Secondo il censimento del 1871 a Roma si contano 26 scuole comunali, 77 scuole religiose, 94 scuole private, 56 scuole miste e 4 asili infantili per un totale di 22859 frequentanti.
Nella Campagna e Marittima la situazione non era migliore. Dopo l'istituzione della congregazione degli Studi (1824), un censimento delle scuole di alcuni centri importanti dell'area dava questi risultati: ad Anagni (5 541 abitanti) c'erano una scuola elementare maschile ed una scuola elementare femminile, che costavano alla Comunità 110 scudi pontifici; ad Acuto (1 626 abitanti) c'erano una scuola elementare ed un ginnasio maschili ed una scuola elementare femminile, per un costo di 39 scudi; a Fiuggi (1 435 abitanti) un'elementare ed un ginnasio maschile ed un'elementare femminile, per un costo di 28 scudi; a Carpineto (2 730 abitanti) un'elementare ed un ginnasio maschile e nessuna femminile, per un costo di 53 scudi. Da notare che per quanto riguarda l'istruzione femminile spesso l'educazione impartita si limitava ai lavori di casa e manuali ed al saper leggere, raramente allo scrivere.
L'orario scolastico era di tre ore al mattino e tre ore al pomeriggio, cui andavano aggiunti la celebrazione eucaristica giornaliera, una confessione mensile, la recita delle litanie lauretane il mercoledì ed il sabato e degli atti delle virtù teologali ogni pomeriggio. Le materie per i maschi erano il catechismo, la lettura, la lingua italiana, la lingua latina, l'algebra e la geometria, la calligrafia, storia e geografia, buone maniere; per le femmine si limitavano al catechismo ed ai lavori domestici, con la possibilità di insegnare a leggere e a scrivere con speciale abilitazione delle insegnanti. I libri di testo erano prestabiliti dal governo, e stampati tutti a Roma, presso l'ospizio apostolico di San Michele a Ripa al rione Trastevere: gli insegnanti che non sceglievano questi testi erano multati.
La scelta degli insegnanti era riservata ad una commissione formata dal rappresentante del vescovo locale e da un magistrato comunale, che esaminava una rosa di candidati selezionati dal consiglio comunale. L'approvazione del candidato era riservata al vescovo, che aveva anche facoltà di rimuovere l'insegnante, a meno che questi non facesse ricorso alla congregazione degli Studi. L'incarico durava due anni. La giurisdizione sulle scuole di conseguenza era "de facto" delegata ai vescovi o al cardinale vicario nel caso di Roma: stesso discorso valeva per le scuole femminili, dove si sceglievano insegnanti necessariamente nubili, praticamente delle suore laiche che si dovevano distinguere per onestà di costumi. Per quanto riguarda gli insegnanti maschi, papa Pio VIII nel 1829 cercò di restringere ulteriormente il numero dei laici, imponendo norme di assunzione ancora più severe. Per la formazione degli insegnanti venne aperta una "scuola normale" su modello francese nel 1845, chiusa per ordine di papa Pio IX nel 1851.

### Istruzione secondaria
L'istruzione secondaria dello Stato Pontificio era esclusivamente maschile, dato che le femmine (almeno quelle di estrazione popolare) si fermavano senza neanche saper leggere e scrivere, in molti casi. Generalmente, o almeno nei piani dei loro fondatori, ginnasi e collegi erano riservati soprattutto a coloro che volevano intraprendere la carriera ecclesiastica, ed in questo senso c'erano molte possibilità per questi giovani. Tuttavia, soprattutto dopo la Restaurazione, sempre più giovani secolari iniziarono a studiare presso i collegi della Compagnia di Gesù, degli Scolopi, dei padri dottrinari: questi ultimi nelle loro due scuole romane istruivano 200 giovani (con tre maestri!) presso il loro quartier generale nella chiesa di Santa Maria in Monticelli al rione Regola, ed altri 110 giovani (retti da 2 maestri) presso la "succursale" della chiesa di Sant'Agata in Trastevere.
L'orario scolastico era identico a quello sopra descritto per le scuole elementari, e così pure gli obblighi di studenti e corpo insegnante: ai livelli superiori di insegnava anche scienze, letteratura e filosofia. Anche in questi istituti l'accesso era gratuito, ovvero la Comunità locale si accollava le spese del mantenimento ed anche dell'edificio: a Marino ad esempio la Comunità nel 1841 fu chiamata a sovvenzionare un ampliamento del collegio dottrinario donato alla città da papa Gregorio XVI nel 1837.
L'anno scolastico durava dal 5 novembre al 20 settembre, e gli esami di riparazione si svolgevano alla fine dell'anno prima del 15 novembre. Erano stabilite vacanze natalizie dal 24 dicembre al 1º gennaio, vacanze carnevalizie dalla sessantesima domenica del tempo ordinario al mercoledì delle Ceneri, vacanze pasquali dalla domenica delle Palme alla terza domenica di Pasqua, ed infine altre festività a discrezione delle magistrature comunali. La composizione delle classi poteva essere al limite di 60 alunni per ogni maestro, ed in caso si superassero i 30 doveva essere presente un sotto-maestro.
| Collegi dello Stato Pontificio (data di fondazione) |                                                                          |
| Bologna                                             | Collegio dei Fiamminghi "Jean Jacobs" (1643) Collegio "San Luigi" (1645) |
| Fano                                                | Collegio "Guido Nolfi" (1680)                                            |
| Lugo di Romagna                                     | Collegio Ginnasio "Fabrizio Trisi" (1630)                                |
| Ronciglione                                         | (1702)                                                                   |
| Velletri                                            | (1577)                                                                   |
| Marino                                              | (1837)                                                                   |
| Benevento                                           | (1834)                                                                   |
| Urbino                                              | (1629)                                                                   |
| Ferentino                                           | Collegio Martino Filetico (XV secolo)                                    |
| Loreto                                              |                                                                          |
| Spello                                              | Collegio "Vitale Rosi" (1611)                                            |
| Ferrara                                             |                                                                          |
| Alatri                                              | Collegio delle Scuole Pie Conti-Gentili (1729)                           |
| Camerino                                            |                                                                          |
| Fermo                                               |                                                                          |
| Faenza                                              | (1544)                                                                   |
| Città di Castello                                   |                                                                          |
| Cento                                               |                                                                          |
| Orvieto                                             | Collegio dei padri dottrinari (1577)                                     |
| Senigallia                                          | Collegio Ginnasio Pio (1853)                                             |
| Ravenna                                             |                                                                          |
| Terracina                                           |                                                                          |
| Perugia                                             |                                                                          |
| Osimo                                               | Collegio "Campana" (1698)                                                |
| Trevi                                               | Collegio Lucarini (1823)                                                 |

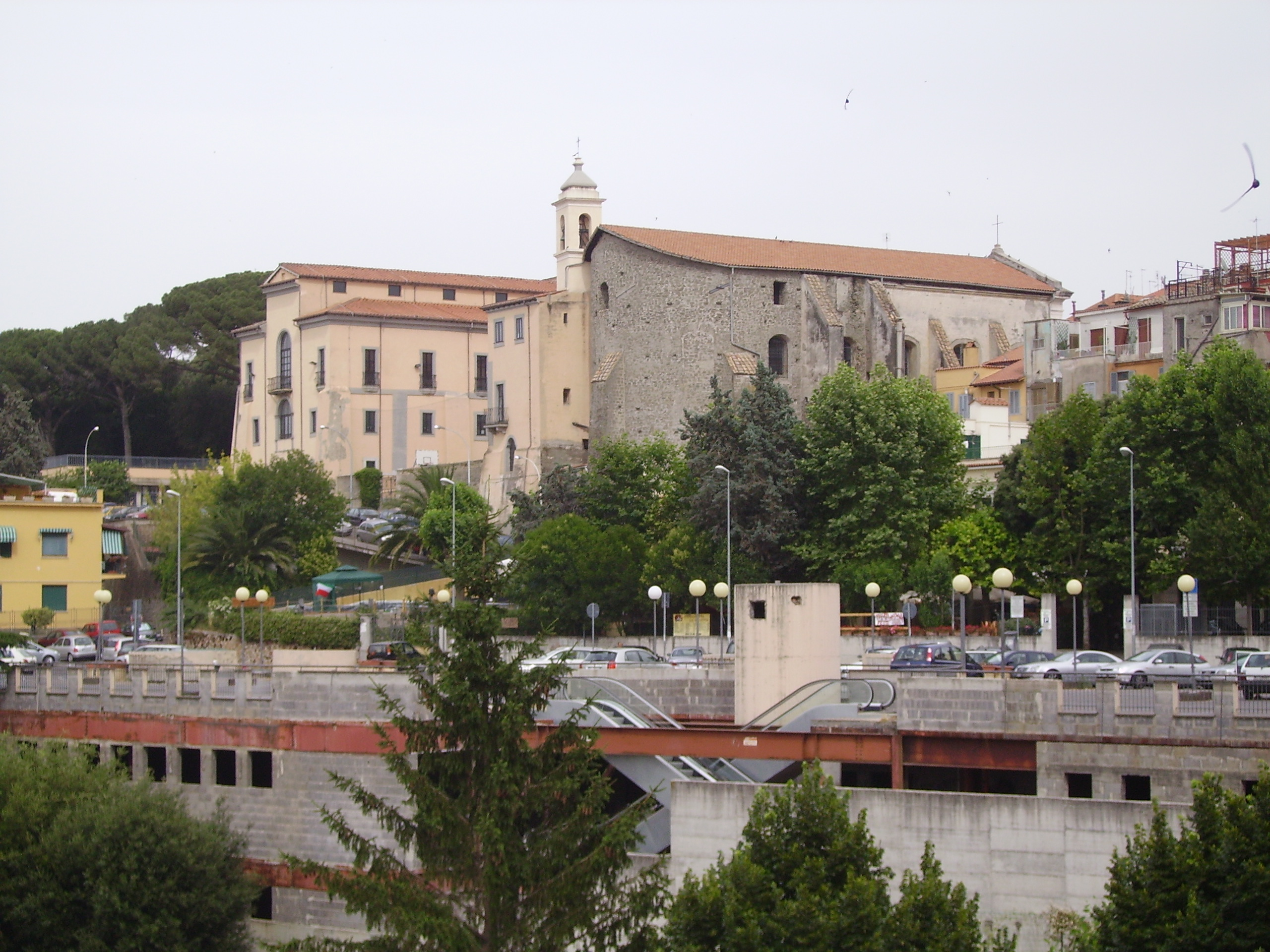
L'ex-collegio dei padri dottrinari di Marino, in provincia di Roma, oggi sede centrale dell'istituto statale d'arte "Paolo Mercuri".

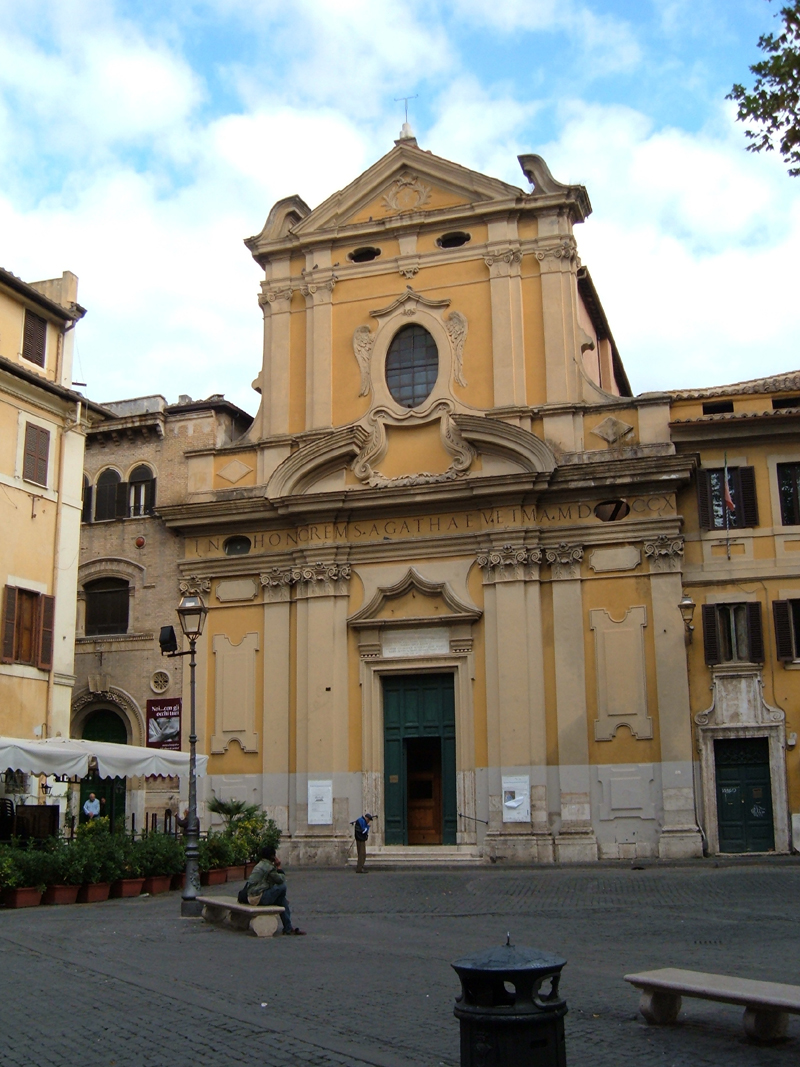
La chiesa di Sant'Agata in Trastevere a Roma, sede di un collegio dottrinario.

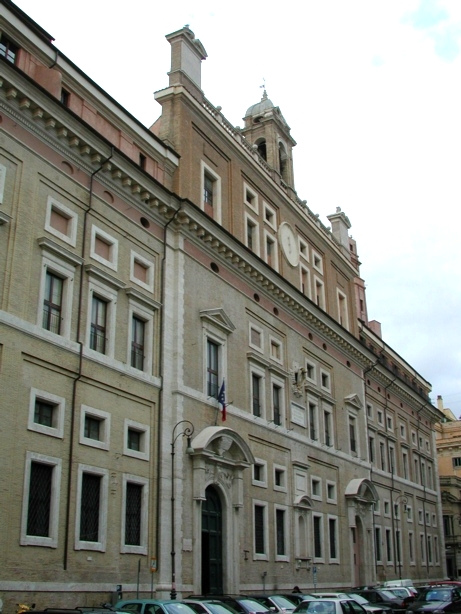
Il Collegio Romano della Compagnia di Gesù: qui si copriva tutto l'arco di studi, dalle elementari all'università.

Altri collegi erano esistiti, ma nel settembre 1870 erano già stati chiusi, a Rieti (1579), Palestrina (1587), Rocca Massima (1590), Subiaco, Paliano e Priverno (esistenti al 1627), Ariccia (1638).
| Ginnasi dello Stato Pontificio |                                           |
| Ancona                         |                                           |
| Ascoli Piceno                  |                                           |
| Bagnacavallo                   |                                           |
| Cesena                         |                                           |
| Città di Castello              |                                           |
| Faenza                         | (1824)                                    |
| Foligno                        |                                           |
| Forlì                          | (1836)                                    |
| Fossombrone                    |                                           |
| Gubbio                         |                                           |
| Jesi                           |                                           |
| Imola                          |                                           |
| Lugo di Romagna                | Collegio Ginnasio "Fabrizio Trisi" (1630) |
| Macerata                       |                                           |
| Matelica                       |                                           |
| Perugia                        |                                           |
| Pesaro                         |                                           |
| Rieti                          | (1816)                                    |
| Terni                          | (1624)                                    |
| Tolentino                      |                                           |
| Norcia                         |                                           |
| Rimini                         |                                           |
| Senigallia                     | Collegio Ginnasio Pio (1853)              |
| Vetralla                       |                                           |

L'istruzione professionale era curata a Roma dalle scuole notturne, fondate nel 1819 e che, grazie all'appoggio delle autorità ecclesiastiche, godettero di un grande impulso. Le lezioni, serali, duravano un'ora e tre quarti e le materie vi erano scandite rigorosamente: erano vietate le punizioni fisiche o psicologiche, ed in casi di gravi mancanze si veniva direttamente allontanate.
Per quanto riguarda l'istruzione musicale, essa era coltivata soprattutto nelle parrocchie: un esempio significativo è quello di Marino, dove le "Constituzioni" feudali del 1677 obbligavano il maestro di cappella della locale basilica di San Barnaba ad istruire due ragazzi talentuosi nel suonare l'organo. In seguito i più bravi potevano proseguire i loro studi nelle accademie musicali delle grandi città: l'accademia nazionale di Santa Cecilia di Roma (fondata nel 1585) e l'accademia dei Floridi di Bologna (fondata nel 1615), unita in seguito all'Accademia Filarmonica di Bologna (fondata nel 1666).
Anche l'istruzione artistica era coltivata solo dalle accademie, come l'accademia nazionale di San Luca (fondata nel 1593).